# Jakob Ernst von Liechtenstein-Kastelkorn

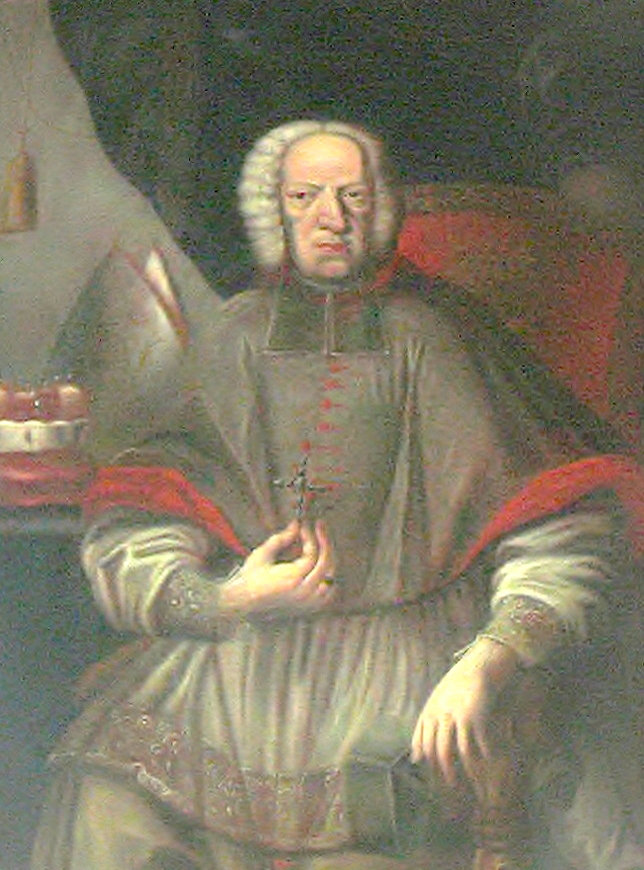
Jakob Ernst von Liechtenstein-Kastelkorn als Bischof von Olmütz

Jakob Ernst Graf von Liechtenstein-Kastelkorn (* 14. Februar 1690 in Hertwigswalde, Herzogtum Münsterberg; † 12. Juni 1747 in Salzburg) war Bischof von Seckau, Fürstbischof von Olmütz und Fürsterzbischof von Salzburg.

## Leben
Jakob Ernst von Liechtenstein-Kastelkorn stammte aus dem Südtiroler Adelsgeschlecht Liechtenstein-Kastelkorn. Seine Eltern waren Franz Graf von Liechtenstein-Kastelkorn, Kaiserlicher Geheimer Rat, und Katharina, geb. Freiin Pawlowska. Er studierte Philosophie und Rechtswissenschaften in Brünn und Olmütz. Nachdem er sich für die geistliche Laufbahn entschieden hatte, erhielt er 1709 ein Kanonikat in Olmütz und studierte von 1709 bis 1712 als Alumne des Collegium Germanicum in Rom, wo er auch den theologischen Doktortitel erwarb. Nach der 1713 in Rom erfolgten Priesterweihe arbeitete er einige Jahre in der bischöflichen Kanzlei in Olmütz und war zugleich Archidiakon in Troppau. 1717 wurde er, nach dem Verzicht seines Bruders, Domherr in Salzburg, wo er bald zum Konsistorialpräsidenten aufstieg. Bei der Teilung der väterlichen Herrschaft Malenovice fiel Jakob Ernst 1724 das Gut Pohořelice zu. Sein Erbe war Karl Otto Graf von Salm und Neuburg. 

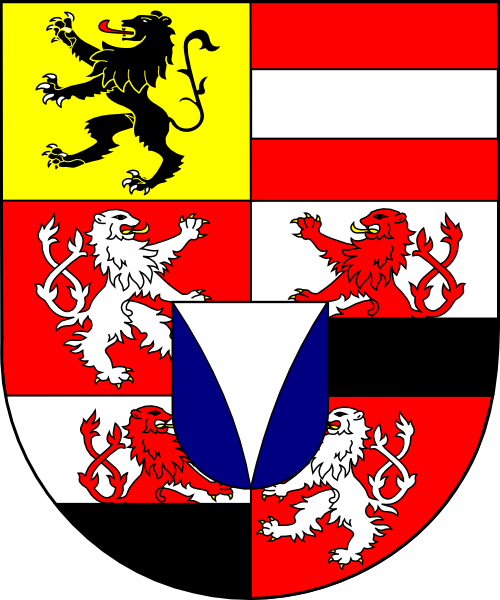

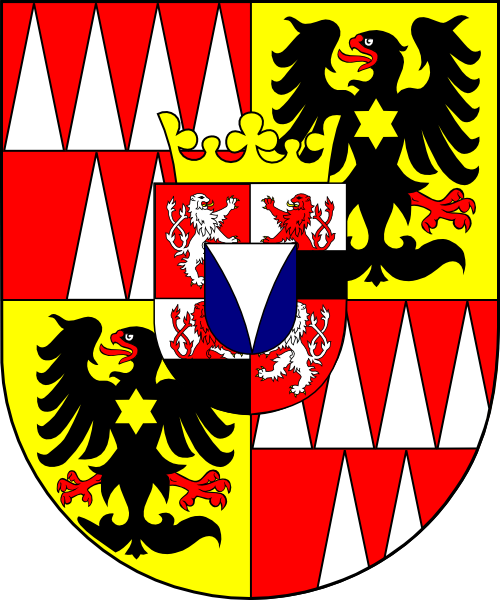

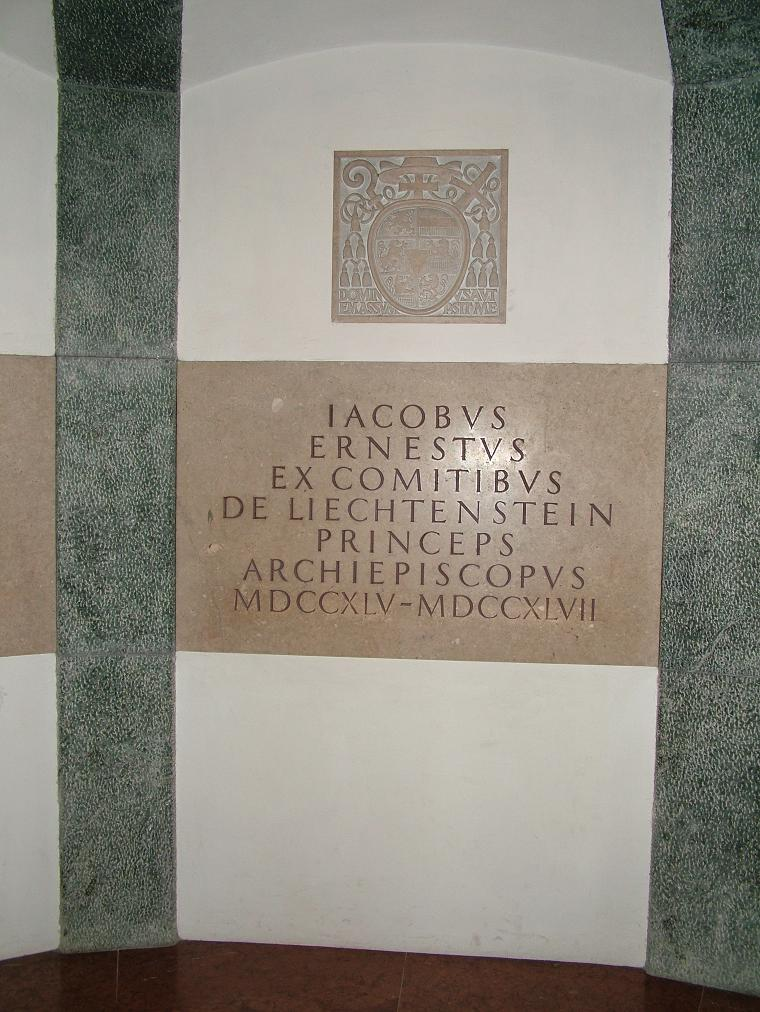
Grabstätte von Erzbischof Liechtenstein

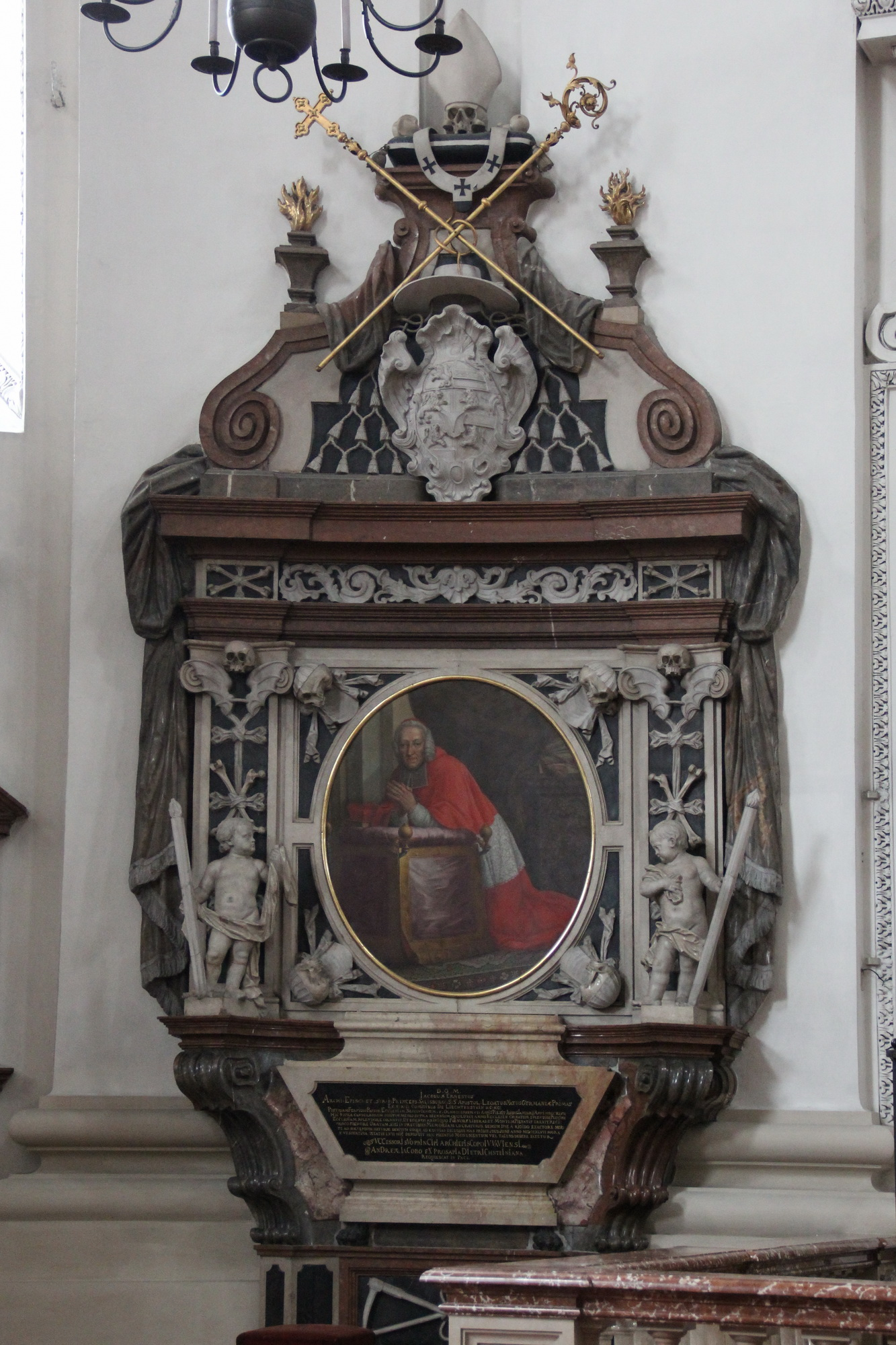
Grabdenkmal für Erzbischof Liechtenstein im Salzburger Dom

### Bischof von Seckau
Am 17. Januar 1728 ernannte Papst Benedikt XIII. Jakob Ernst von Liechtenstein-Kastelkorn zum Bischof von Seckau, das damals Salzburger Eigenbistum war; er trat die Nachfolge von Leopold Anton von Firmian an, der Erzbischof von Salzburg wurde. Die Bischofsweihe spendete ihm am 14. März 1728 sein Amtsvorgänger. Gleichzeitig wurde er Salzburger Generalvikar für die Steiermark und den Neustädter Distrikt.

### Bischof von Olmütz
Nach dem Tod des Olmützer Bischofs Wolfgang Hannibal von Schrattenbach wählte das Domkapitel am 11. Oktober 1738 Jakob Ernst von Liechtenstein-Kastelkorn zu dessen Nachfolger. Die päpstliche Bestätigung der Wahl erfolgte am 26. Januar 1739.
Während seiner Amtszeit stiftete er das Kolleg in Weißwasser. Um den Handwerkern Arbeit zu verschaffen, veranlasste er nach der preußischen Besetzung von Olmütz 1742 am Dom und an der Fürstbischöflichen Residenz umfangreiche Arbeiten. Am 12. Mai 1743 krönte er Maria Theresia im Prager Veitsdom zur Königin von Böhmen. Der pontifikale Ornat, den er bei dieser Zeremonie trug, befindet sich heutzutage im Domschatz des Wenzelsdomes in Olmütz.

### Fürstbischof von Salzburg
Nach dem Tod des Salzburger Fürstbischofs Leopold Anton von Firmian wählte das dortige Domkapitel am 13. Januar 1745 Jakob Ernst von Liechtenstein-Kastelkorn zu dessen Nachfolger. Wegen der Überschuldung des Erzbistums war seine kurze Amtszeit von Streitigkeiten mit dem Domkapitel überschattet. Nach seinem Tod wurde er in der Krypta des Salzburger Doms beigesetzt.